# Zawiad
Zawiad (zwane także Zawiat) – jezioro w Polsce położone w Bieszkowicach w województwie pomorskim, w powiecie wejherowskim, w gminie Wejherowo, na obszarze leśnym Trójmiejskiego Parku Krajobrazowego.

## Charakterystyka akwenu
Zawiad jest jeziorem polodowcowym o płaskim i piaszczystym dnie. Ogólna powierzchnia: 18,6 ha.
Maksymalna głębokość zbiornika dochodzi do ponad 17 metrów. Charakteryzuje się niską zawartością pierwiastków biogennych w wodzie co świadczy, że jest nieznacznie zanieczyszczone. Produkcja biologiczna jeziora jest niska, przez co woda jest przejrzysta. Na wschodnim brzegu znajduje się kąpielisko. Do południowego i zachodniego brzegu przylegają lasy mieszane.
Brzegi jeziora są słabo zarośnięte, głównie porasta je sit, a od zachodniej strony turzyce. Strefa roślin pływających nie występuje w tym jeziorze. Wśród roślin zanurzonych występuje tylko poryblin jeziorny, który jest objęty ścisłą ochroną gatunkową.
W zbiorniku występuje wiele zwierząt. Wśród ryb dominuje okoń, szczupak, płoć i leszcz. W torfowiskach przylegających do jeziora żyje także piskorz. Wiosną w wodzie masowo występują larwy chruścików, które są bardzo słabo odporne na zanieczyszczenia. Natomiast latem nad brzegiem akwenu można spotkać ważki.

## Wykorzystanie jeziora
Zbiornik pełni głównie wraz z sąsiednim Jeziorem Bieszkowickim funkcje rekreacyjno-turystyczne dla mieszkańców pobliskiego Wejherowa, Trójmiasta i okolicznych miejscowości. Infrastruktura kąpieliska jest rozbudowana. W okolicy akwenu jest też płatne pole namiotowe. Wzdłuż północnego brzegu umiejscowione są prywatne domki letniskowe oraz całoroczny ośrodek wypoczynkowy "BINGO".

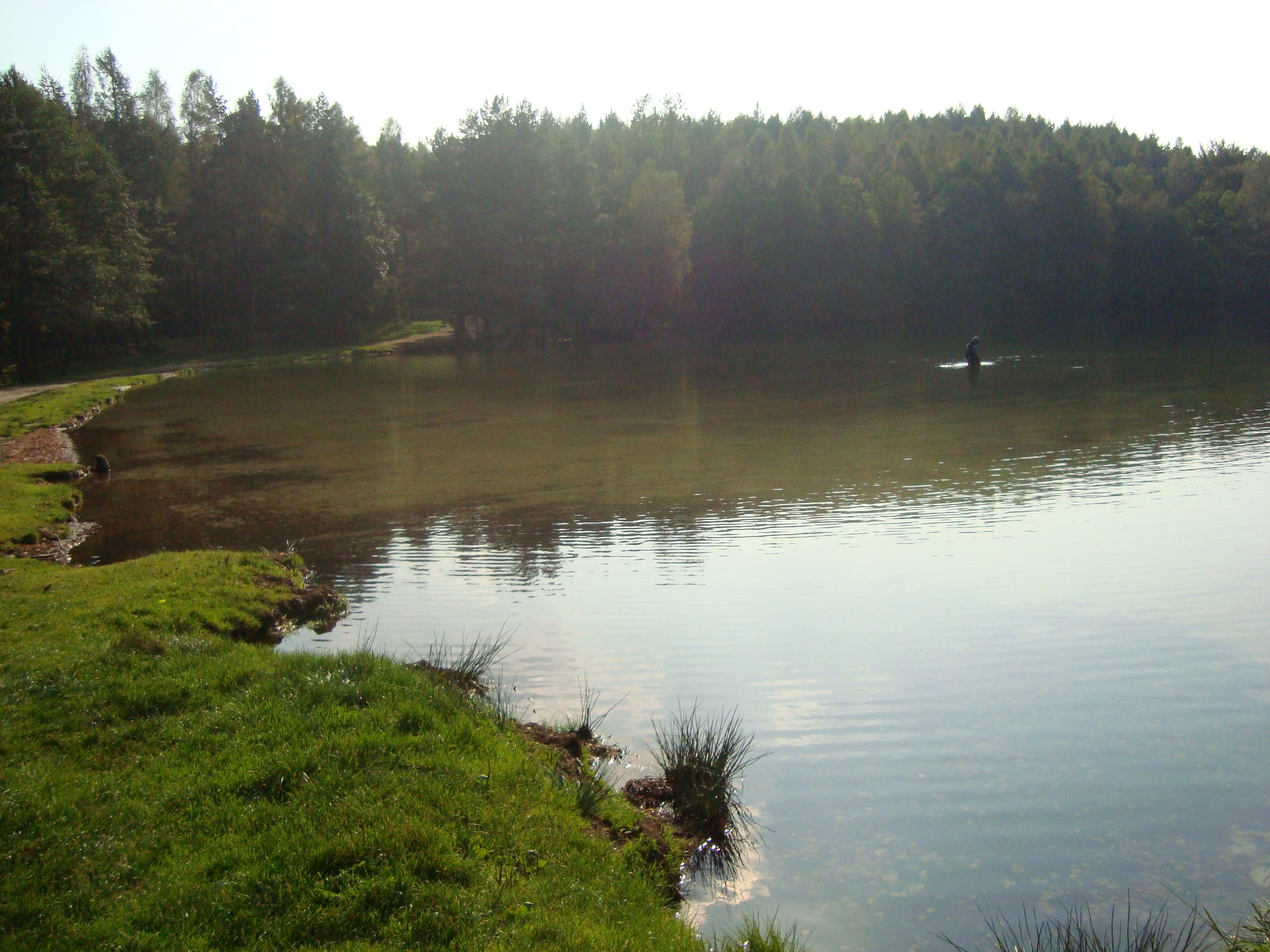
Plaża w jeziorze Zawiad
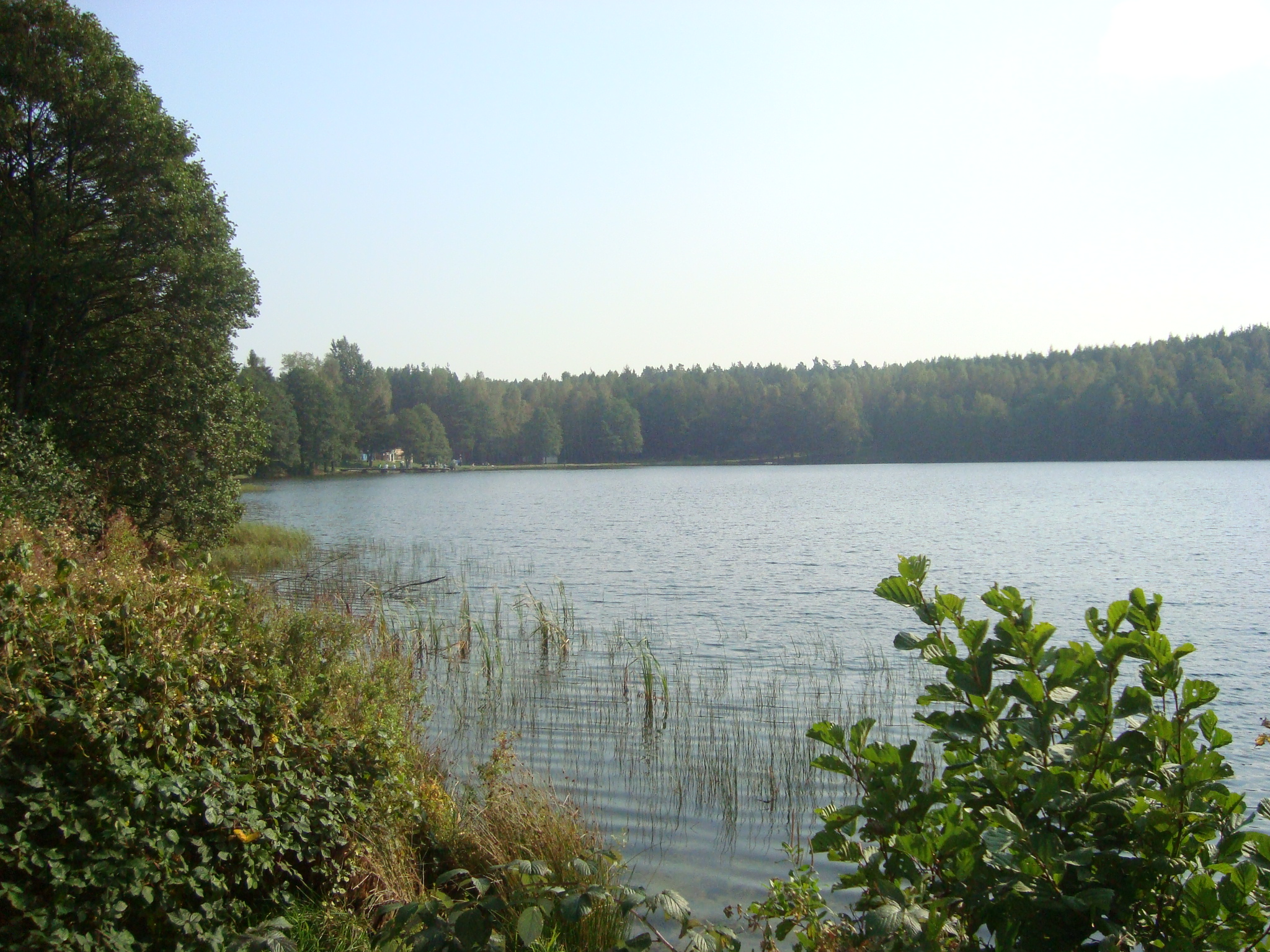
Widok z północnego brzegu
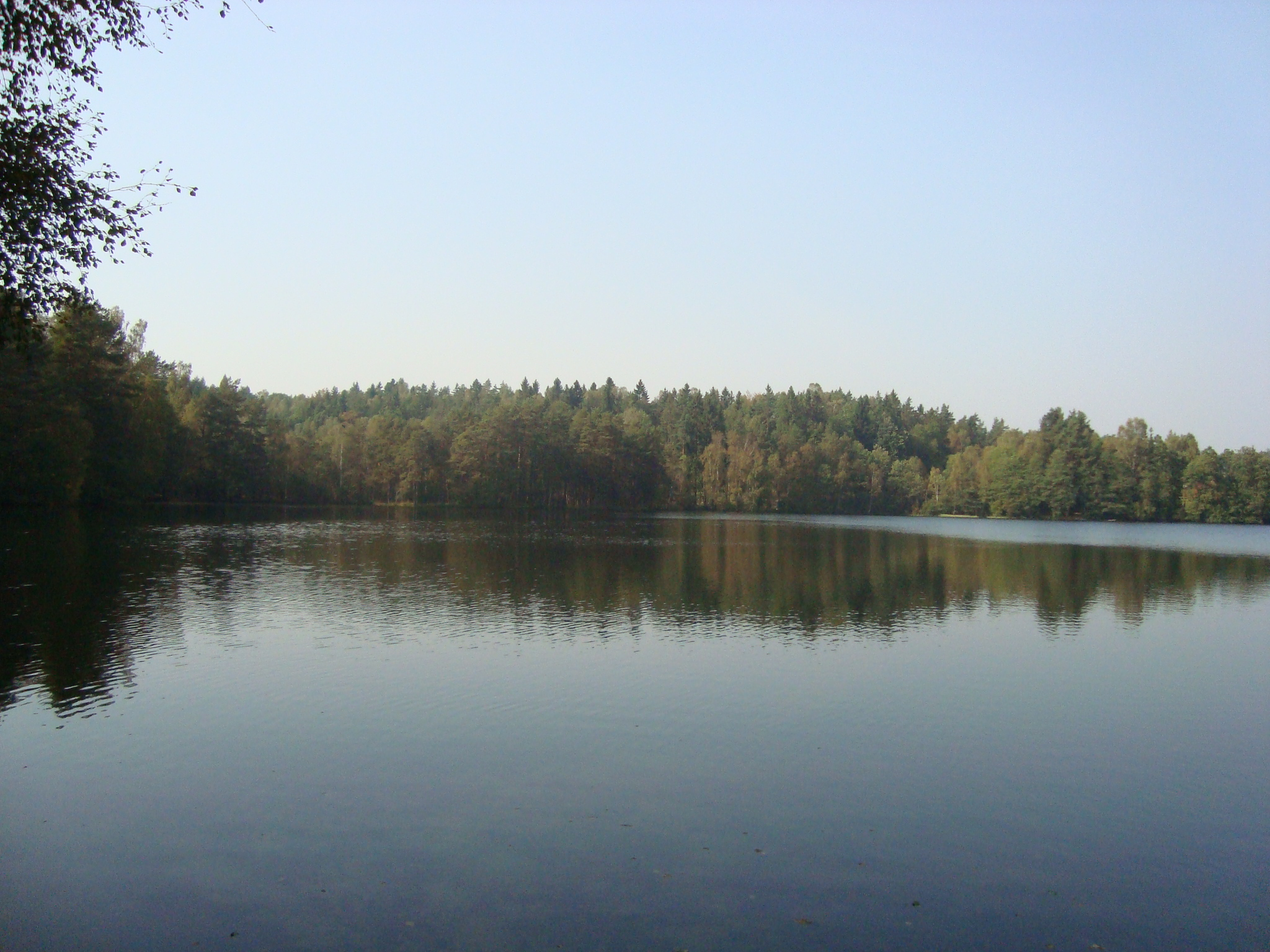
Jezioro od strony południowej
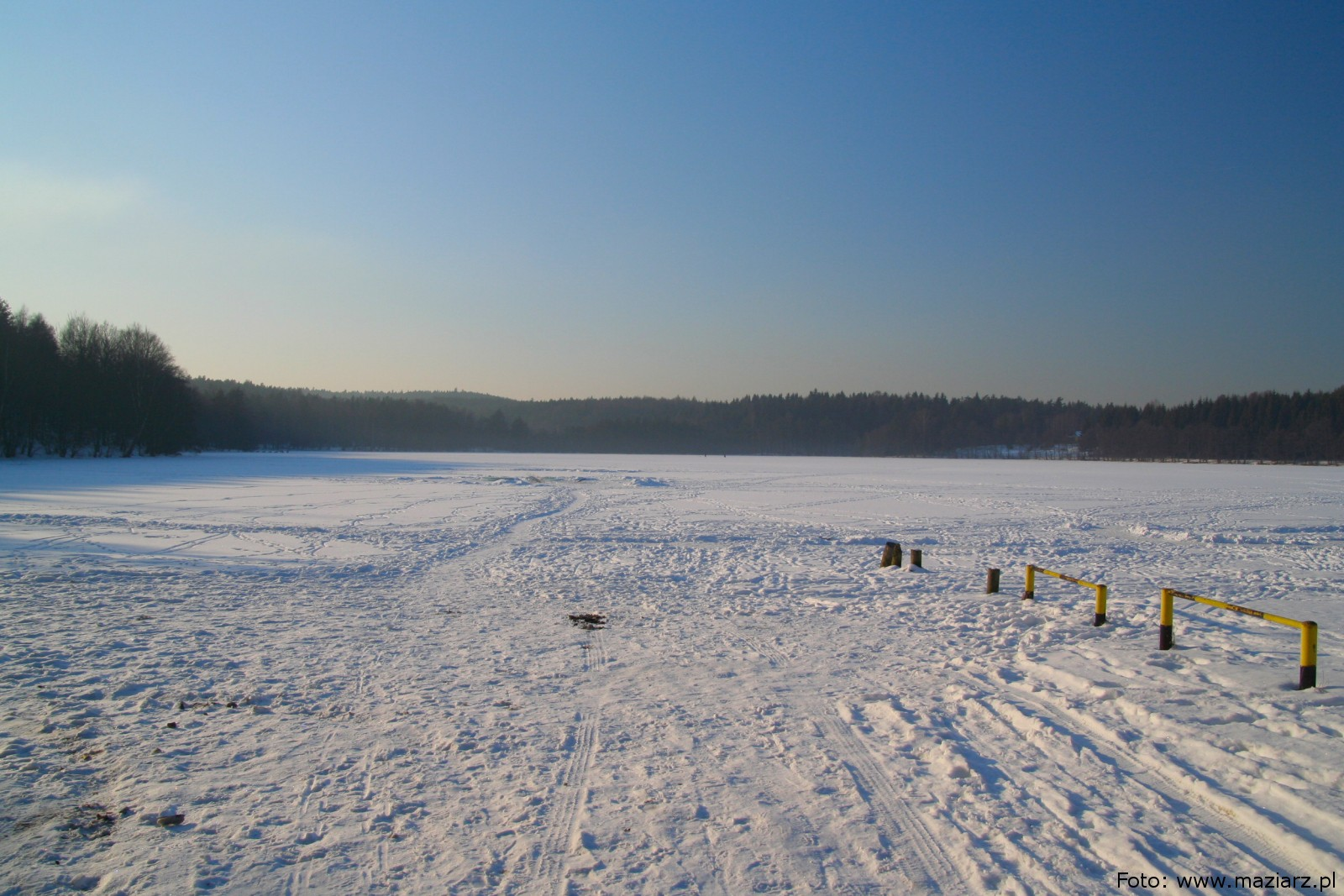
Jezioro zimą